# Velké Přítočno
Velké Přítočno (Duits: Großneuland) is een Tsjechische gemeente in de regio Midden-Bohemen en maakt deel uit van het district Kladno. Het dorp ligt op 3,5 km afstand van Unhošť en op 4 km afstand van de stad Kladno.
Velké Přítočno telt 1070 inwoners (2023).

## Geografie
Aan de noordkant van het dorp, nabij de wijk Kročehlavy in Kladno, ligt het industriegebied Kladno-Zuid; aan de westkant van het dorp ligt de beboste heuvel Kožová hora, waar een uitkijktoren te vinden is.

## Geschiedenis
De eerste schriftelijke vermelding van het dorp dateert van 1354.
Sinds 1960 is Velké Přítočno een zelfstandige gemeente binnen het district Kladno.

## Klimaat
In Velké Přítočno valt jaarlijks de minste hoeveelheid neerslag van Tsjechië. In 1933 lag de hoeveelheid op 247 millimeter.

## Voorzieningen
Er is een basisschool in het dorp. Verder is er een lokale voetbalvereniging genaamd SK Velké Přítočno.

## Verkeer en vervoer

### Autowegen
Weg I/61 loopt door de gemeente en verbindt Velké Přítočno, samen met weg II/101, met Kladno en snelweg D6.

### Spoorlijnen
De gemeente wordt doorkruist door spoorlijn 120 Praag - Kladno - Rakovník. Er is echter geen station binnen de gemeente. De dichtstbijzijnde stations zijn Kladno en Unhošť aan spoorlijn 120, beide op 1,5 km afstand.

### Buslijnen
Er zijn twee bushaltes in het dorp:
| Halte               | Lijn | Route                 | Vervoerder                                    |
| ------------------- | ---- | --------------------- | --------------------------------------------- |
| Velké Přítočno      | 307  | Kladno - Praag-Zličín | ČSAD MHD Kladno (i.o.v. Arriva Střední Čechy) |
| Velké Přítočno, ObÚ | 306  | Praag-Zličín - Kladno | ČSAD MHD Kladno (i.o.v. Arriva Střední Čechy) |

## Galerĳ

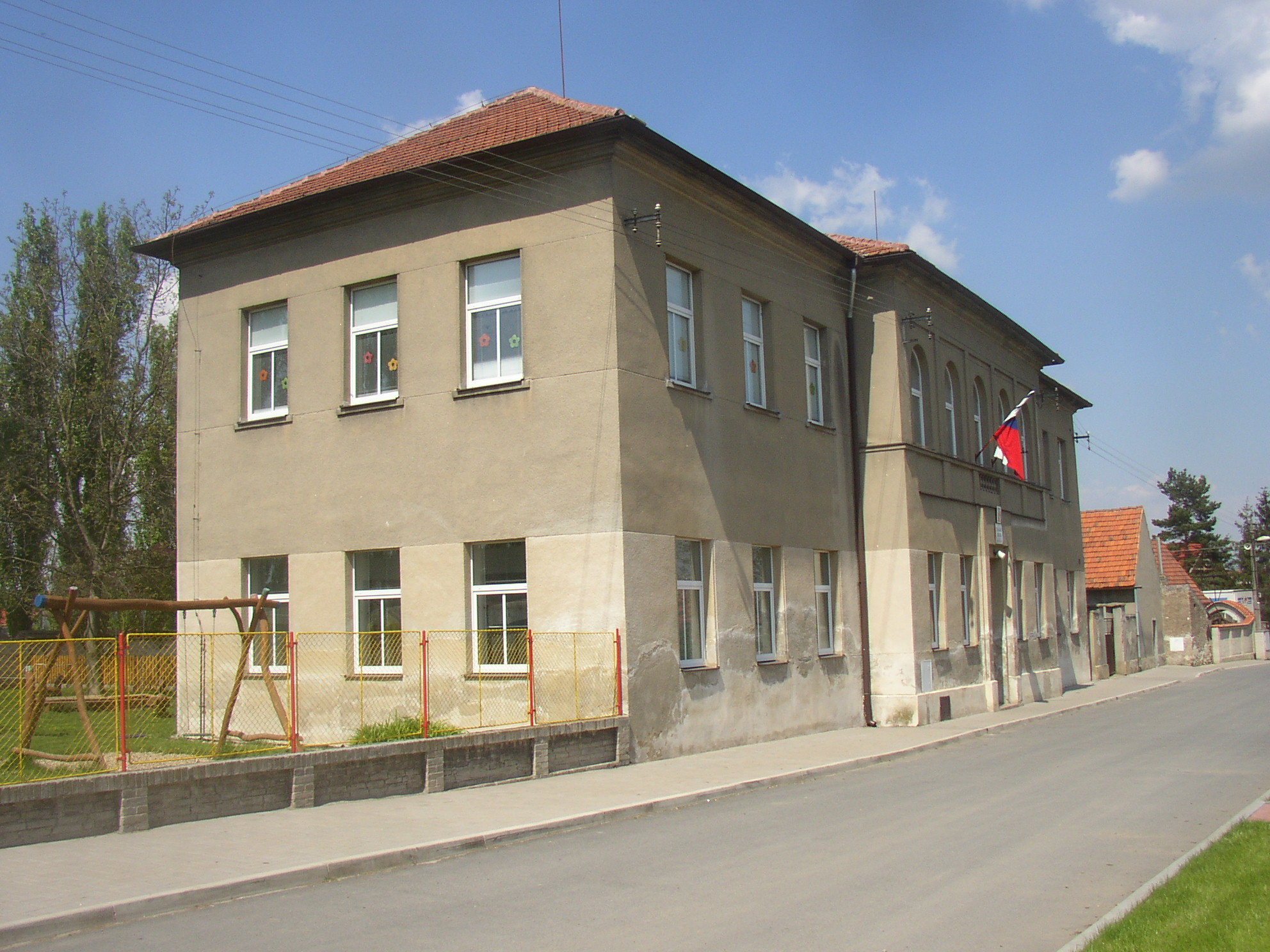
Basisschool in het dorp
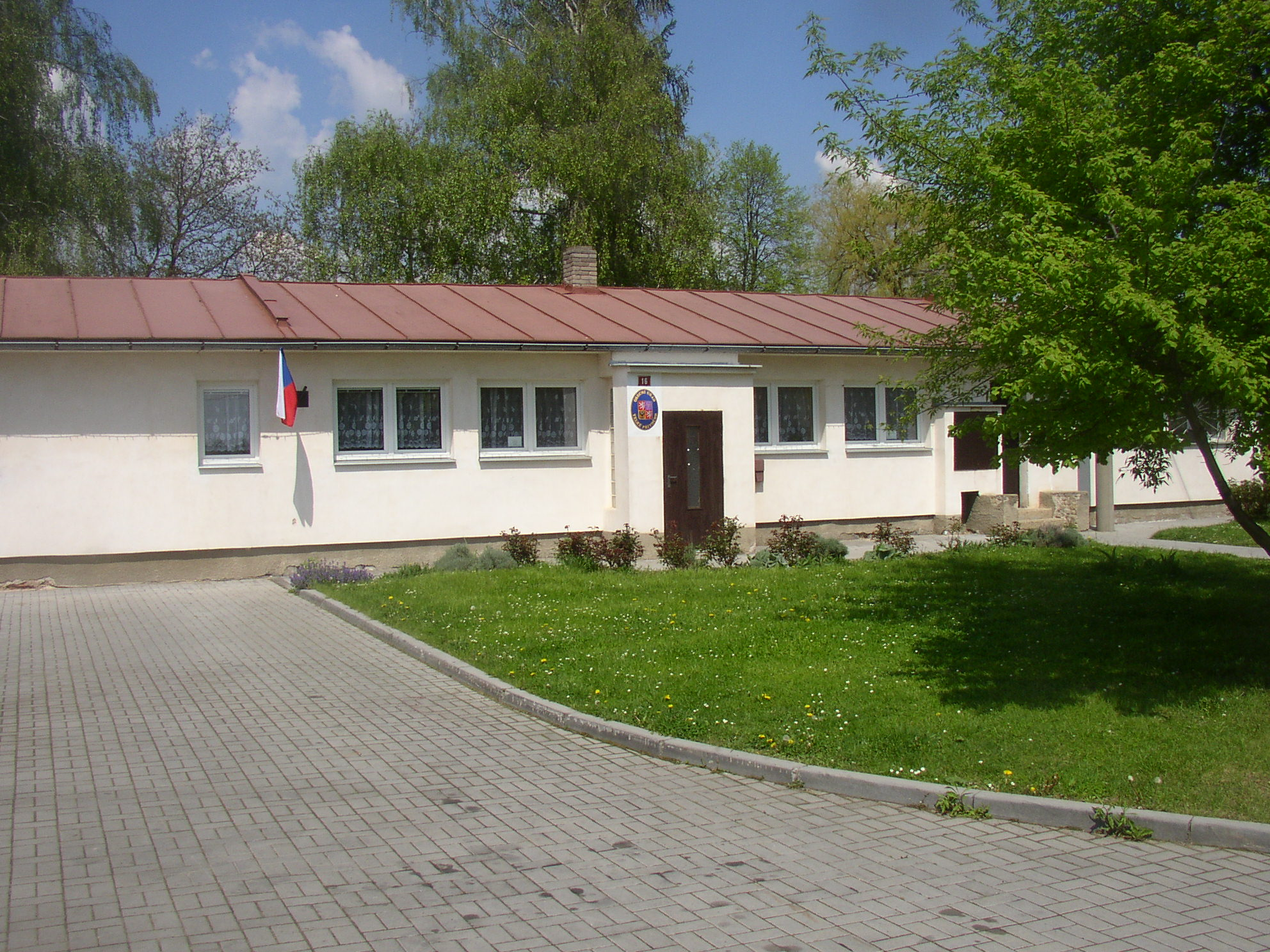
Gemeentehuis
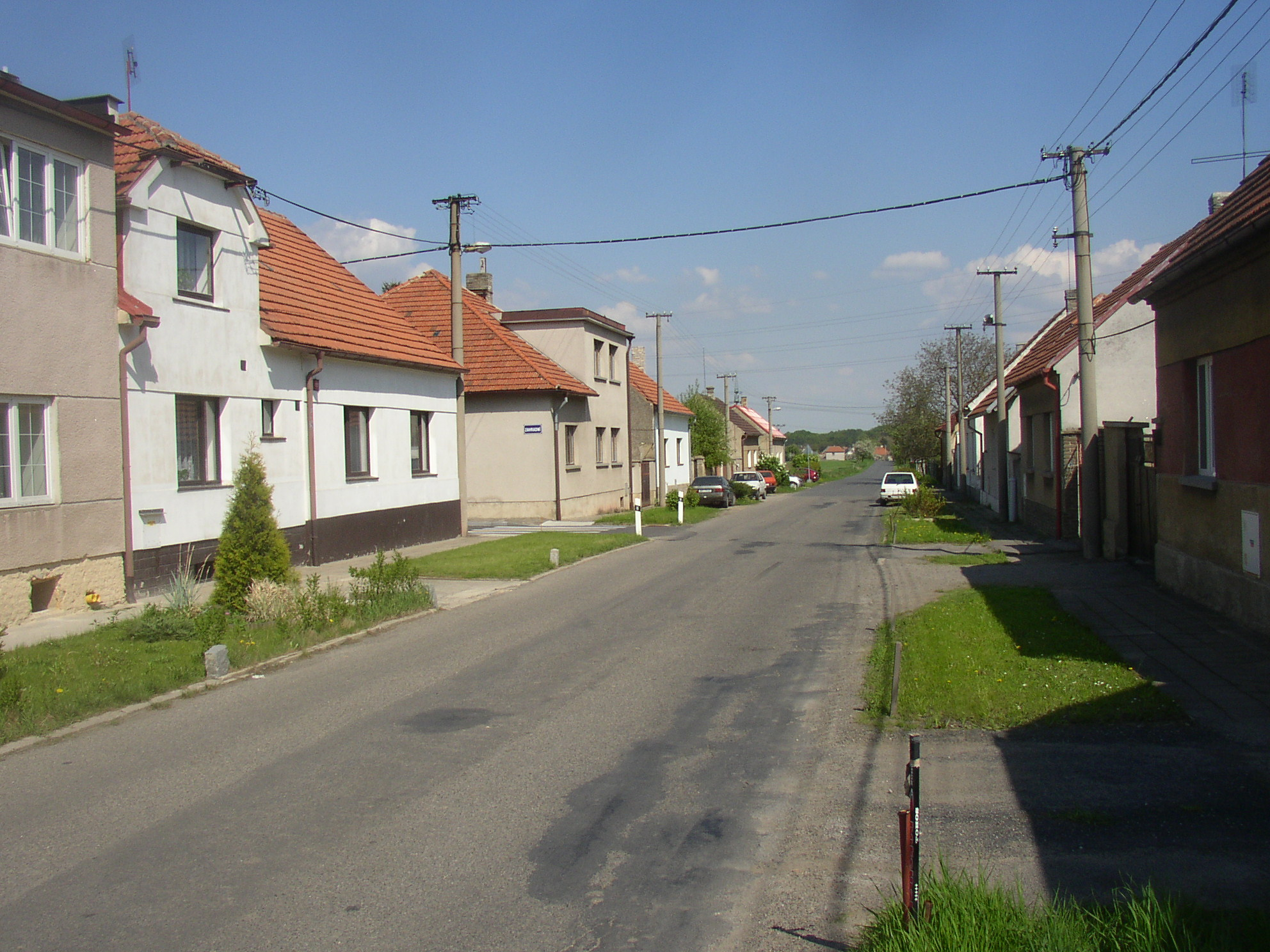
Dolanskástraat
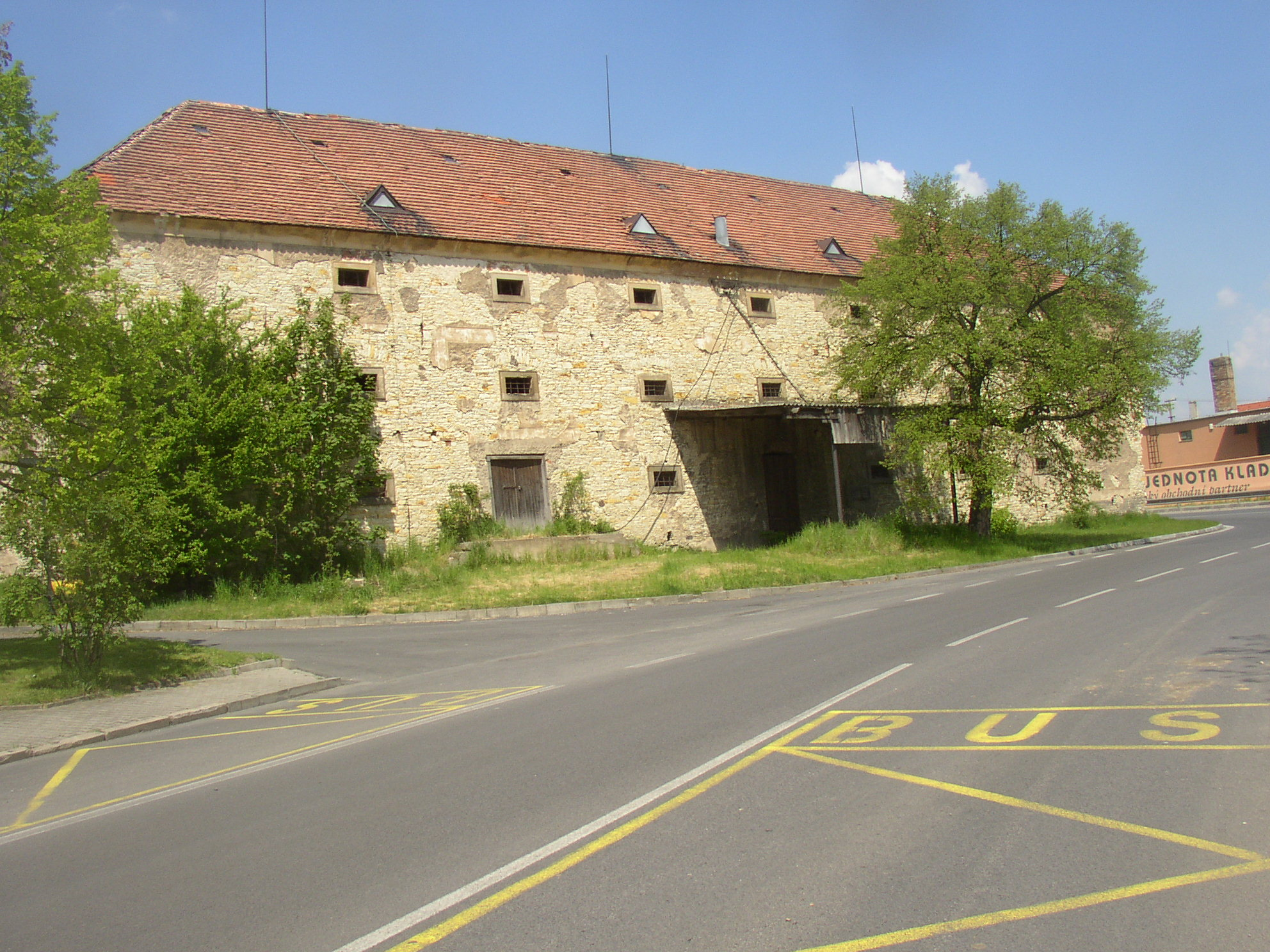
18-eeuwse graanschuur (in 2008 gesloopt)
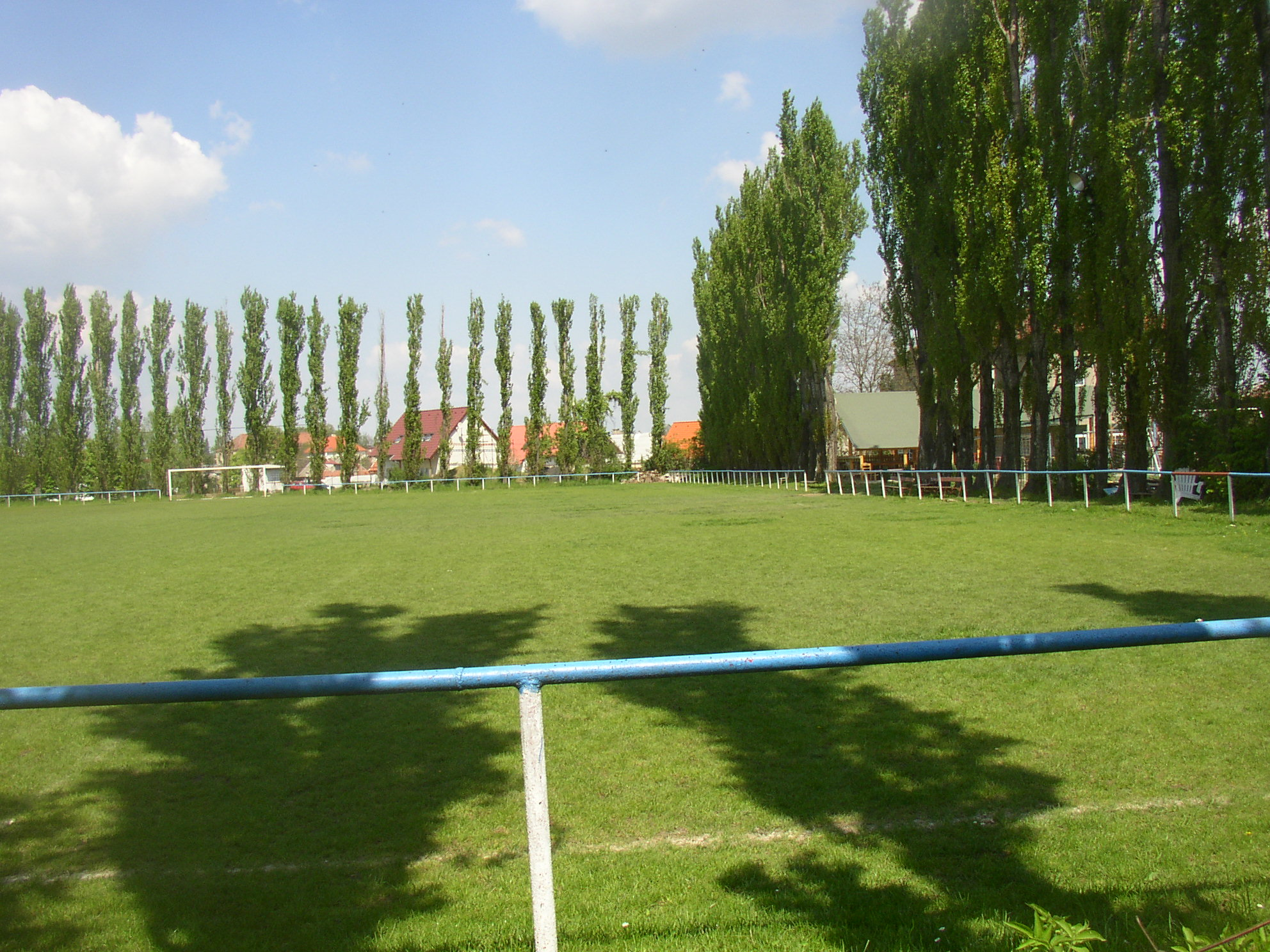
Voetbalveld van SK Velké Přítočno
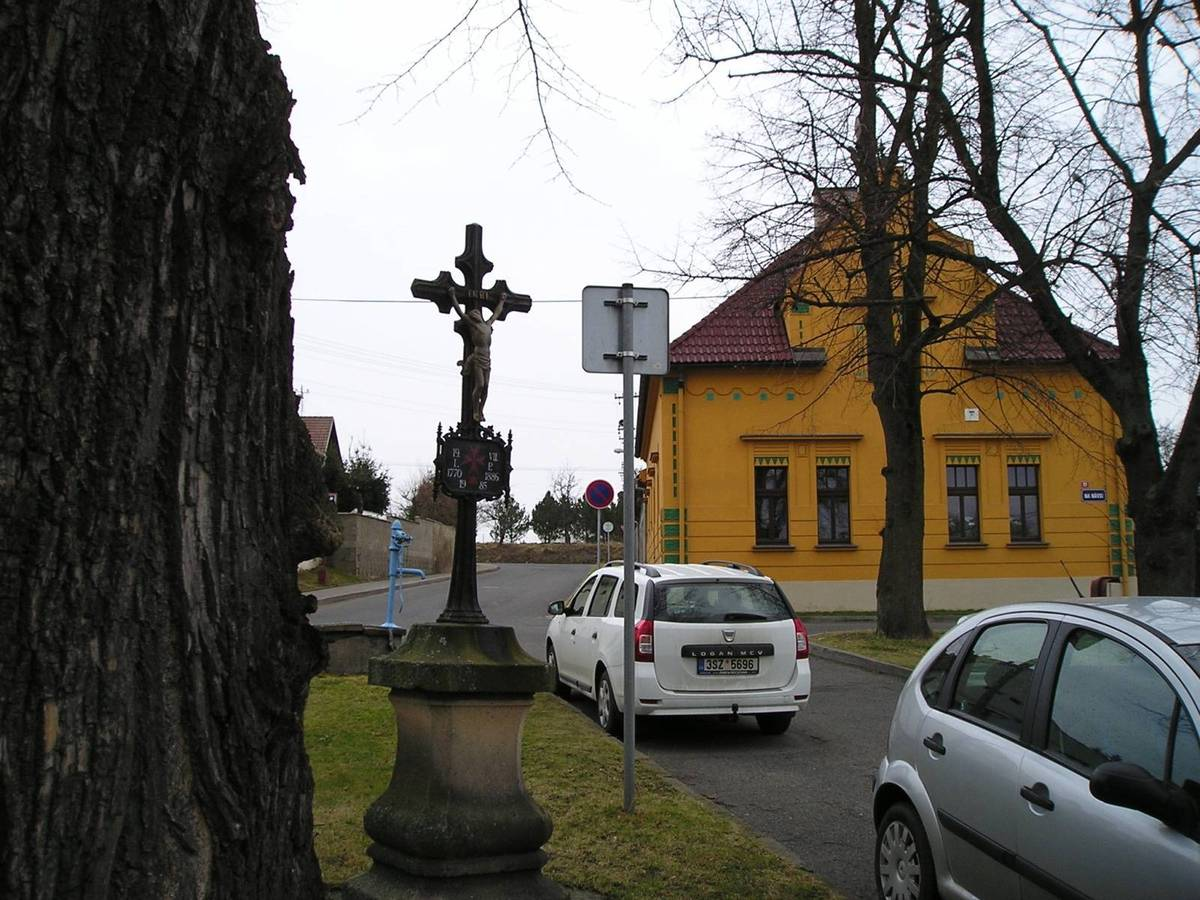
Wegkruis in het dorp
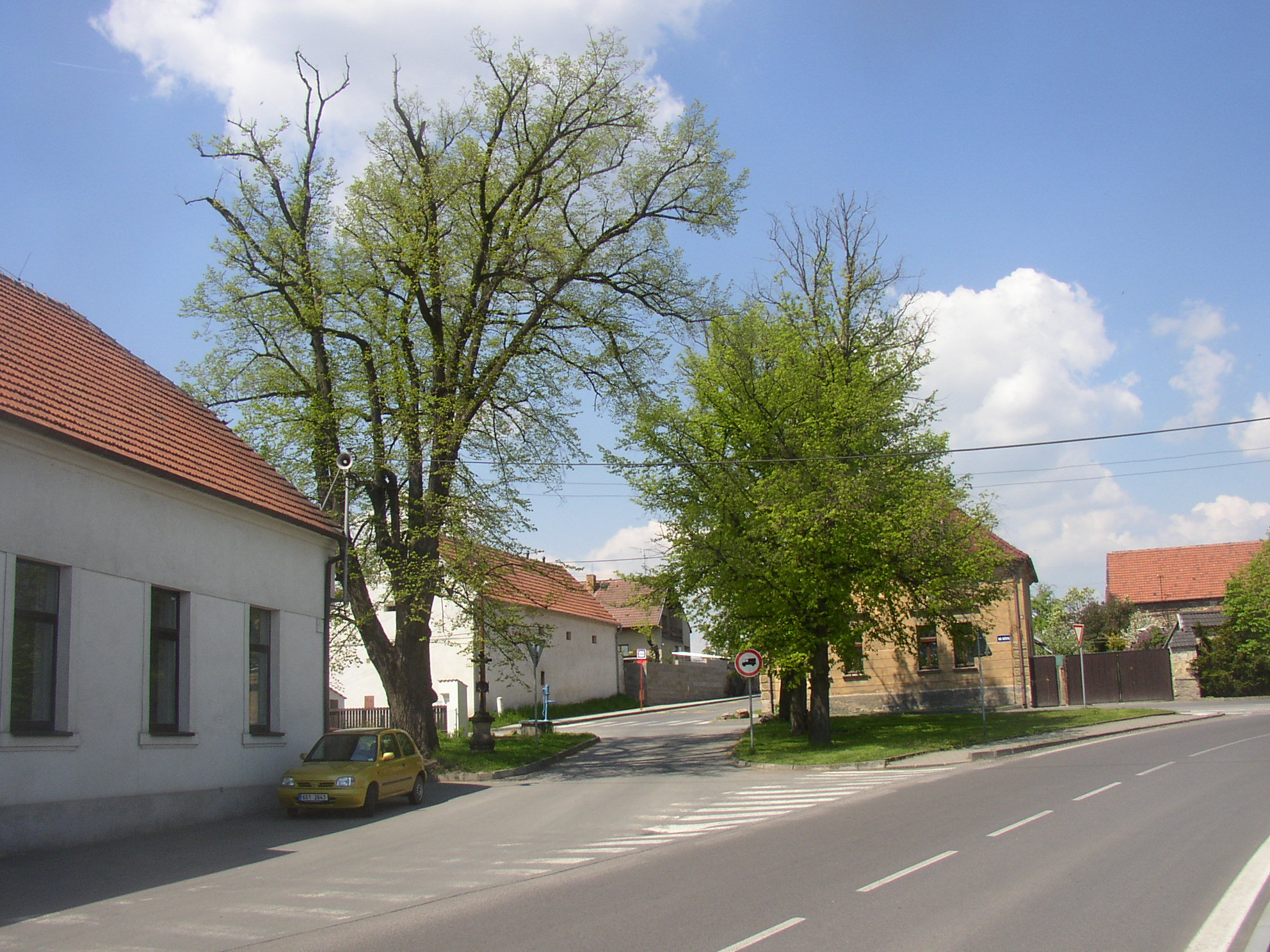
Dorpsplein